# Saison 15 de Section de recherches
Chronologie
Saison 14 Saison 16
Cet article présente les épisodes de la quinzième saison de la série télévisée Section de recherches.

## Distribution

### La brigade
- Xavier Deluc : commandant Martin Bernier, chef de groupe
- Fabienne Carat : commandant Jeanne Lorieux
- Élise Tielrooy : capitaine Ariel Grimaud, responsable du TIC
- Franck Sémonin : lieutenant Lucas Auriol
- Félicité Chaton : adjudant Victoire Cabral, dite « Vicky »
- Stéphane Soo Mongo : adjudant Alexandre Sainte-Rose, dit « Alex »

### Invités
- Chrystelle Labaude : Nadia Angeli
- Linda Hardy : Claire Linsky
- Virginie Caliari : Mathilde Delmas
- Jean-Pascal Lacoste : Luc Irrandonéa

## Liste des épisodes

### Épisode 1:Nouveau Départ - Partie 1
- Belgique : 16 avril 2022 sur La Une
- Suisse :
- France : 21 avril 2022 sur TF1

- France : 5,83 millions de téléspectateurs (24,6 % de PDA)[1]

- Hélène Godec : Anouk Dubosc
- Goffrey Couët : Jonathan
- Maëline Vourc'h : Lena

- Mort de Mathilde Delmas.
- On apprend que Luc Irrandonéa a été promu capitaine.
- On apprend que Luc et Mathilde ont été en couple et ont adopté Lena, la fille d'Anouk Dubosc.

### Épisode 2:Nouveau Départ - Partie 2
- Belgique : 16 avril 2022 sur La Une
- Suisse :
- France : 21 avril 2022 sur TF1

- France : 4,84 millions de téléspectateurs (27,1 % de PDA)[2]

- Hélène Godec : Anouk Dubosc
- Goffrey Couët : Jonathan
- Maëline Vourc'h : Lena

- Le commandant Martin Bernier prend sa retraite et demande dans la foulée Ariel en mariage.